# Scandentia
Ordre
Les Scandentiens (Scandentia) sont un ordre de petits mammifères placentaires au mode de vie arboricole. Ils possèdent une longue queue en général touffue. Ils présentent des caractères qui ont longtemps dérouté les zoologistes dont certains les rapprochent des insectivores et d'autres des primates. Le rapprochement avec ces derniers fait actuellement consensus.
Les scandentiens partagent leur existence entre les arbres et le sol dans les forêts pluviales et zones de broussailles en Asie du Sud-Est. Ces animaux diurnes et omnivores ne possèdent pas de pouce opposable. Une de leurs particularités est le développement des incisives, caniniformes, alors que leurs canines, plutôt réduites, ressemblent aux prémolaires.
Leur classification fait encore débat et certaines classifications considèrent que Scandentia contient deux familles : Ptilocercidae et Tupaiidae, tandis que d'autres ne reconnaissent qu'une seule famille, les Tupaiidae, mais divisée en deux sous-familles : Ptilocercinae et Tupaiinae.

## Position phylogénétique
Phylogénie des ordres actuels d’euarchontoglires d'après Murphy et al., 2001 :
| Duplicidentata  | Lagomorpha (lapins, lièvres et pikas) |
|                 | Lagomorpha (lapins, lièvres et pikas) |
| Simplicidentata | Rodentia (rongeurs)                   |
|                 | Rodentia (rongeurs)                   |

|  | Dermoptera (galéopithèques)                                                                     |
|  |                                                                                                 |
|  | \| \| †Plesiadapiformes \| \| \| \| \| \| Primates (lémuriens, singes, tarsiers...) \| \| \| \| |
|  |                                                                                                 |
|  | †Plesiadapiformes                                                                               |
|  |                                                                                                 |
|  | Primates (lémuriens, singes, tarsiers...)                                                       |
|  |                                                                                                 |

|  | †Plesiadapiformes                         |
|  |                                           |
|  | Primates (lémuriens, singes, tarsiers...) |
|  |                                           |

|  | Dermoptera (galéopithèques)                                                                     |
|  |                                                                                                 |
|  | \| \| †Plesiadapiformes \| \| \| \| \| \| Primates (lémuriens, singes, tarsiers...) \| \| \| \| |
|  |                                                                                                 |
|  | †Plesiadapiformes                                                                               |
|  |                                                                                                 |
|  | Primates (lémuriens, singes, tarsiers...)                                                       |
|  |                                                                                                 |

|  | †Plesiadapiformes                         |
|  |                                           |
|  | Primates (lémuriens, singes, tarsiers...) |
|  |                                           |

| Duplicidentata  | Lagomorpha (lapins, lièvres et pikas) |
|                 | Lagomorpha (lapins, lièvres et pikas) |
| Simplicidentata | Rodentia (rongeurs)                   |
|                 | Rodentia (rongeurs)                   |

|  | Dermoptera (galéopithèques)                                                                     |
|  |                                                                                                 |
|  | \| \| †Plesiadapiformes \| \| \| \| \| \| Primates (lémuriens, singes, tarsiers...) \| \| \| \| |
|  |                                                                                                 |
|  | †Plesiadapiformes                                                                               |
|  |                                                                                                 |
|  | Primates (lémuriens, singes, tarsiers...)                                                       |
|  |                                                                                                 |

|  | †Plesiadapiformes                         |
|  |                                           |
|  | Primates (lémuriens, singes, tarsiers...) |
|  |                                           |

|  | Dermoptera (galéopithèques)                                                                     |
|  |                                                                                                 |
|  | \| \| †Plesiadapiformes \| \| \| \| \| \| Primates (lémuriens, singes, tarsiers...) \| \| \| \| |
|  |                                                                                                 |
|  | †Plesiadapiformes                                                                               |
|  |                                                                                                 |
|  | Primates (lémuriens, singes, tarsiers...)                                                       |
|  |                                                                                                 |

|  | †Plesiadapiformes                         |
|  |                                           |
|  | Primates (lémuriens, singes, tarsiers...) |
|  |                                           |

Note : La position des toupayes est sujette à controverse. Ils sont parfois placés auprès de Dermoptera pour former Sundatheria, ou parfois placés comme groupe frère des Glires.

## Classification
D'après la troisième édition de Mammal Species of the World de 2005 (les taxons décrits, séparés ou abandonnés ultérieurement sont signalés par un astérisque)  :
- famille Ptilocercidae Lyon, 1913
  - Ptilocercus Gray, 1848
    - Ptilocercus lowii — ptilocerque de Low
- famille Tupaiidae  Gray, 1825
  - Anathana Lyon, 1913
    - Anathana ellioti — toupaye d'Elliot

  - Dendrogale Gray, 1848
    - Dendrogale melanura — toupaye du Sud
    - Dendrogale murina

  - Tupaia Raffles, 1821
    - Tupaia belangeri — toupaye de Belanger
    - Tupaia chrysogaster
    - Tupaia discolor (*)
    - Tupaia dorsalis
    - Tupaia everetti (*)  — toupaye des Philippines
    - Tupaia ferruginea (*)
    - Tupaia glis — toupaye commun
    - Tupaia gracilis
    - Tupaia javanica
    - Tupaia longipes
    - Tupaia minor
    - Tupaia montana
    - Tupaia nicobarica
    - Tupaia palawanensis
    - Tupaia picta
    - Tupaia salatana (*)
    - Tupaia splendidula
    - Tupaia tana — tana

  - (Urogale Mearns, 1905) — n'est plus reconnu comme genre séparé (*)
    - (Urogale everetti) — espèce déplacée dans le genre Tupaia (*)

## Protection
Toutes les espèces de scandentiens sont inscrites à l'annexe II de la Cites.

### OrdreScandentia
- (en) Mammal Species of the World (3e  éd., 2005) : Scandentia Wagner, 1855
- (en) Tree of Life Web Project : Scandentia
- (en) Catalogue of Life : Scandentia Wagner, 1855 (consulté le 11 décembre 2020)
- (en) Paleobiology Database : Scandentia  Wagner 1855
- (fr + en) ITIS : Scandentia  Wagner, 1855
- (en) Animal Diversity Web : Scandentia
- (en) NCBI : Scandentia (taxons inclus)

### FamillePtilocercidae
- (en) Mammal Species of the World (3e  éd., 2005) : Ptilocercidae Lyon, 1913
- (en) Catalogue of Life : Ptilocercidae Lyon, 1913 (consulté le 11 décembre 2020)
- (fr + en) ITIS : Ptilocercidae  Lyon, 1913
- (en) Animal Diversity Web : Ptilocercidae
- (en) UICN : taxon  Ptilocercidae  (consulté le 5 janvier 2023)
- (fr + en) CITES : famille Ptilocercidae (sur le site de l’UNEP-WCMC)

### FamilleTupaiidae
- (en) Mammal Species of the World (3e  éd., 2005) : Tupaiidae Gray, 1825
- (en) Tree of Life Web Project : Tupaiidae
- (en) Catalogue of Life : Tupaiidae Gray, 1825 (consulté le 11 décembre 2020)
- (en) Paleobiology Database : Tupaiidae  Gray 1825
- (fr + en) ITIS : Tupaiidae  Gray, 1825
- (en) Animal Diversity Web : Tupaiidae
- (en) NCBI : Tupaiidae (taxons inclus)
- (en) UICN : taxon  Tupaiidae  (consulté le 5 janvier 2023)
- (fr + en) CITES : famille Tupaiidae (sur le site de l’UNEP-WCMC)

### Sous-famillePtilocercinae
- (fr + en) ITIS : Ptilocercinae  Lyon, 1913 Non valide
- (fr + en) ITIS : Ptilocercidae  Lyon, 1913

### Sous-familleTupaiinae
- (fr + en) ITIS : Tupaiinae  Gray, 1825 Non valide
- (fr + en) ITIS : Tupaiidae  Gray, 1825